# Bolesław Prus
Bolesław Prus (n. 20 august 1847 - d. 19 mai 1912) a fost un romancier polonez, cu numele adevărat Aleksander Glowacki, fiind cea mai importantă figură a literaturii poloneze a secolului al XIX-lea, dar și o voce distinctă a literaturii universale.
I-a studiat pe John Stuart Mill, Charles Darwin, Herbert Spencer, Henry Thomas Buckle și a avut o oarecare asemănare cu Ambrose Bierce. A scris patru romane considerate mai importante: Avanpostul (1886), Păpușa (1889), Femeia nouă (1893) și Faraonul (1896).
Considerat ca unul dintre cei mai mari, pentru unii, cel mai mare, pentru alții, scriitor polonez, Prus a avut un impact major în literatura poloneză a secolului XIX. Scrierile sale, activismul politic și moștenirea sa, precum și faptul că a oferit întotdeauna sprijin pentru tinerii din provincie, a făcut din el o figură națională importantă. 
Prus s-a născut Aleksander Glowacki în Hrubieszow în jurul anului 1845, cu toate că anul nașterii nu este cunoscut cu exactitate. Pseudonimul său vine de la blazonul familiei sale, ambii părinți provenind din familii nobile, ale căror proprietăți au fost confiscate din partea Poloniei aflată sub ocupația Rusiei. Sunt foarte puține informații despre copilăria lui Prus, dar ambii părinți au murit când Prus era încă tânăr și diferite rude, incluzând-o și pe mătușa sa, cu care a avut o relație foarte bună, au avut grijă de el.[nefuncțională]

La vârsta de cincisprezece ani, în anul 1863, s-a alăturat insurecției poloneze împotriva Rusiei Imperiale. La scurt timp după împlinirea vârstei de șaisprezece ani, a suferit răni grave în luptă. Cinci luni mai târziu, a fost închis pentru participarea sa în insurecție. Aceste experiențe timpurii au accentuat tulburările cauzate de panică și agorafobie, care l-au urmărit pe tot parcursul vieții, determinând opoziția sa privind recucerirea independenței Poloniei prin forța armelor.
În 1872, la vârsta de 25 de ani, a început cariera jurnalistică, ce a durat patruzeci de ani, evidențiindu-se în domeniul științei, tehnologiei, educației și dezvoltării economice și culturale.
Acest spirit antreprenorial era esențial pentru rezistența unui popor, care în sec. al XVIII-lea a fost exclus din viața politică de Rusia, Prusia și Austria. Glowaki și-a luat pseudonimul „Prus" de la denumirea blazonului familiei sale.
Ca o măsură secundară de a câștiga bani, a scris povestiri scurte. Reușind cu această activitate scriitoricească, a continuat să scrie explorând subiecte mai profunde; pe parcursul decadei dintre 1884 și 1895 a terminat patru romane importante: „Avanpostul", „Păpușa", „Anielka" și „Faraonul". „Păpușa" descrie, într-un stil romantic, orbirea unui bărbat, frustrat din cauza rămânerii în urmă a țării sale. Singura sa nuvelă istorică „Faraonul" este un studiu despre puterea politică și de soarta națiunilor, plasat în Egiptul Antic după căderea celei de-a XX-a Dinastie Egipteană și a Noul Regat Egiptean.

## Viata

##### Primii ani

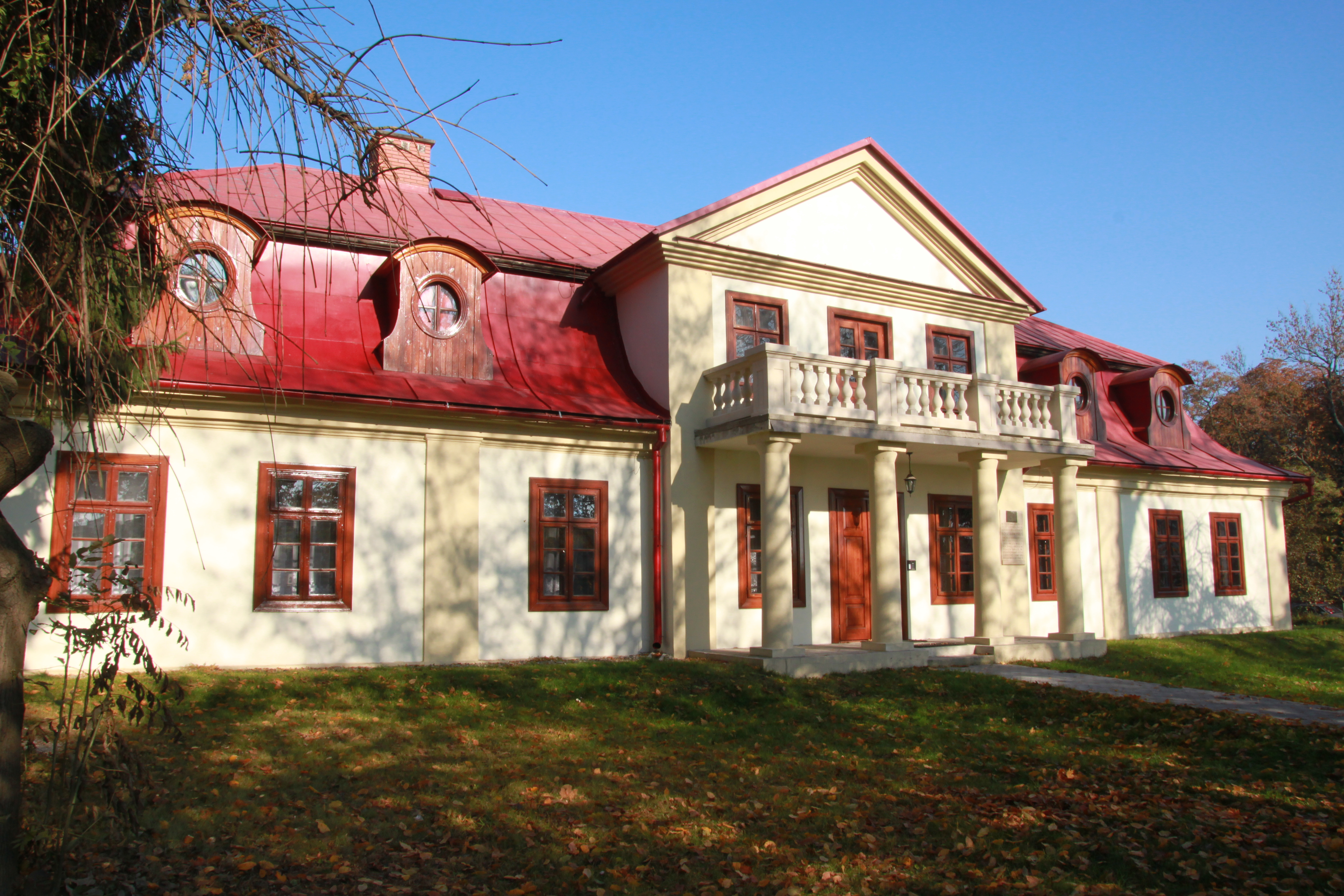
Locul de naștere a lui Prus din Hrubieszów

Aleksander Glowacki s-a născut, aproximativ, în anul 1848 la Hrubieszów, oraș situat astăzi în sud-estul Poloniei, foarte aproape de granița cu Ucraina. Orașul a fost ulterior inclus în secțiunea de teritoriu ocupată de Rusia. Glowaki a fost cel mai tânăr fiu al lui Antoni Głowacki, un agent imobiliar din satul Żabcze, din județul Hrubieszów și al lui Apolonia Głowacka, născută Trembińska. În 1850, când viitorul Boleslaw Prus a avut 3 ani, mama sa a murit și el a fost dat spre îngrijire bunicii sale din partea mamei, Domicela Olszewska din Lublin. În 1856 Prus a rămas orfan și de tată. În 1862, fratele lui Prus, Leon, profesor, cu treisprezece ani mai mare, l-a dus la Siedlce, apoi la Kielce.
La scurt timp după izbucnirea insurecției poloneze împotriva Rusiei țariste, în ianuarie 1863, Prus, care avea 15 ani, a fugit de la școală pentru a se alătura insurgenților. Este posibil să fi fost influențat de fratele său Leon, care la scurt timp a devenit unul dintre liderii revoltei. În timpul acestor evenimente, Leon a fost lovit de o boală psihică, de care a suferit până în momentul morții în 1907.
La 1 septembrie 1863, la douăsprezece zile după cea de-a 16-a aniversare, Prus a luat parte la o luptă împotriva rușilor, într-un sat numit Bialka, la patru kilometri sud de Siedlce. Aleksander a suferit contuzii la nivelul gâtului și răni la ochi cauzate de praful de pușcă, și a fost găsit în stare de inconștientă pe câmpul de luptă și transportat ulterior la spitalul din Siedlce. Este foarte posibil ca această experiență să-i fi cauzat agorafobia cu care s-a luptat întreaga viață.
Cinci luni mai târziu, la începutul lunii februarie, a fost încarcerat în Castelul din Lublin ca urmare a participării sale la revoltă. La începutul lunii aprilie, un tribunal militar l-a condamnat la pierderea statutului său de nobil și la restabilirea terenurilor imperiale. Cu toate acestea, la 30 aprilie, președintele districtului militar din Lublin, ținând cont de perioada petrecută în arest și de cei 16 ani ai săi, a decis să-l plaseze sub custodia unchiului său, Klemens Olszewski. La 7 mai, Prus a fost eliberat și a fost primit în familia lui Katarzyna Trembińska, o rudă de-a sa și mama viitoarei sale soții, Oktawia Trembińska.
Prus s-a înscris la școala gimnazială din Lublin (unde a fost elevul lui Józef Skłodowski, bunicul lui Maria Skłodowska-Curie). După absolvirea din 30 iunie 1866, s-a înscris la Universitatea din Varșovia, secția matematică. În 1868 studiile sale universitare s-au întrerupt brusc din cauza problemelor financiare.
În 1869 s-a înscris la Institutul de Agricultură și Silvicultură din Pulawy, un oraș istoric unde și-a petrecut o parte din copilărie și care a fost punctul de pornire pentru povestirea sa surprinzătoare din 1884, ,,Mucegaiul Pământului". Cu toate acestea, foarte curând a fost exmatriculat după o confruntare din sala de curs cu un profesor de limba rusă. De-acum încolo, a studiat pe cont propriu, întreținându-se ca meditator. Ca o parte din programul sau de auto-educare, el a tradus și a rezumat Logica lui John Stuart Mill. În 1872 și-a început cariera de gazetar, perioadă în care a lucrat câteva luni la Evans, Lolipop și Rau din cadrul Institutului de infrastructură și agricultură din Varsovia. Jurnalismul va deveni "școala" lui de scris.
În 1873, Prus a ținut două prelegeri publice ale căror subiecte ilustrează amploarea intereselor sale științifice: "Despre structura Universului" și "Despre descoperiri și invenții".

### Cariera de gazetar

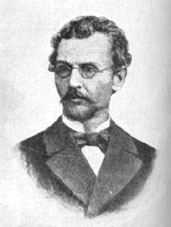
Boleslaw Prus

Ca editorialist, Prus a comentat cu privire la realizările unor oameni de știință, ca John Stuart Mill, Charles Darwin, Alexander Bain, Herbert Spencer și Henry Thomas Buckle.; a indemnat polonezii sa studieze stiinta si tehnologia pentru a dezvolta industria si comertul; a incurajat infiintarea unor institutii de caritate pentru ajutorarea sectoarelor defavorizate; a descris operele de fictiune si non-fictiune a colegilor scriitori, colegi de breasla, ca H.G. Wells; a laudat minunile naturale, ca eclipsa de soare , la care a asistat din Mława in 1887 si cele create de mana omului, ca de exemplu, mina de sare "Wieliczka"; planul de constructie al Turnului Eiffel din cadrul expozitiei din 1889 de la Paris si Nałęczów, unde si-a petrecut vacantele timp de 30 de ani.
Cronicile sale saptamanale au durat patruzeci de ani (de atunci au fost retiparite in 20 de volume) si au contribuit la pregatirea terenului pentru expansiunea stiintei poloneze, in special a matematicii. "Viata noastra", a scris Prus, "va intra pe un fagas normal doar atunci cand vom deveni o parte necesara si indispensabila a civilizatiei, vom fi capabili sa nu mai dam nimic pe gratis si sa nu mai cerem nimic pe gratis". Importanta sociala a stiintei si a tehnologiei vor fi folosite ca teme in romanele sale "Papusa"(1889)si "Faraonul"(1895).
Dintre ganditorii contemporani, cel care l-a influentat cel mai mult, atat pe Prus , cat si pe ceilalti scriitori polonezi ai perioadei pozitiviste (aproximativ 1864-1900), a fost Herbert Spencer, sociologul englez, care a inventat fraza : "Supravietuieste cele care se adapteaza cel mai bine". Prus l-ar fi numit pe Spencer "Aristotel al secolului al XIX-lea" si scrie : "Am crescut sub influenta filosofiei progresive spencieriene, tinand cont de sfaturile sale si nu cele ale idealistilor sau cele ale filosofiei lui Auguste Comte". Prus a interpretat sintagma "supravietuirea celui care se adapteaza cel mai bine" in sfera sociala, incluzand nu doar competitia , dar si cooperarea , adoptand metafora lui Spencer pentru a caracteriza societatea lui Spencer ca un organism. El va folosi metafora pentru crearea unui efect surprinzator in povestirea lui din 1884, "Mucegaiul Pamantului" si in introducerea romanului istoric din 18895, ,,Faraonul".
Dupa ce Prus a inceput sa scrie editoriale in mod regulat, saptamanal, s-a stabilizat financiar, fapt ce i-a permis in ianuarie 1875 sa se casatoreasca cu o verisoara mai indepartata din partea mamei sale, Oktawia Trembińska. Aceasta era fiica lui Katarzyna Trembińska, in casa careia a locuit timp de doi ani(1864-1866) dupa ce a fost eliberat din inchisoare, perioadă in care si-aterminat scoala secundara. Cuplul a adoptat un baiat, Emil Trembiński (nascut in 11 septembrie 1886, fiul cumnatului sau, Michał Trembiński, care a murit in 10 noiembrie 1888). Emil va servi ca model pentru Rascal in capitolul 48 din romanul "Faraonul". In 18 februarie 1904, la varsta de 17 ani, Emil s-a impuscat mortal in piept, in contextul unei iubiri neimpartasite.
S-a sustinut ca in 1906, Prus, in varsta de 59 de ani,a avut un fiu, Jan Bogusz Sacewicz. Mama baiatului a fost Alina Sacewicz, vaduva dr. Kazimierz Sacewicz, un fizician si un ganditor sociolog, pe care Prus l-a cunoscut la Nałęczów. Este posibil ca dr. Kazimierz Sacewicz sa fi servit ca model pentru Stefan Żeromski in romanul "Oameni fără adapost", un personaj asemanator dr. Stakman din piesa lui Henrik Ibsen, "Dusmanul poporului". Prus, cunoscut pentru afectiunea sa pentru copii, a acordat foarte mult interes micuțului Jon, fapt atestat printr-o corespondenta prolifica cu mama acestuia (căreia i-a trezit interesul pentru scris). Jan Sacewicz va deveni inginer si unul dintre marii moștenitori ai lui Prus, care mor intr-un lagar german dupa suprimarea insurectiei poloneze din perioada august-octombrie 1944.
Desi Prus a fost un scriitor talentat, cunoscut initial ca umorist, nu a avut incredere in valoarea operei sale jurnalistica si literara. Prin urmare, la inceputul carierei sale in 1872, la varsta de 25 de ani, si-a luat pseudonimul de "Prus" (PrusI a fost blazonul familiei sale), folosindu-l in operele sale fictionale si in editorialele publicate la ziar, pastrand numele sau real, Aleksander Głowaki, pentru scrierile "serioase".
Un incident din 1878 ilustreaza sentimentele puternice ce pot fi provocate cititorilor susceptibili ai articolelor de ziare. Prus a criticat comportamentul grosolan, necorespunzator a numerosi tineri la o prelegere a poetului Wincenty Pol. Acei studenti ai Universitatii din Varsovia au cerut ca Prus sa-si retraga afirmatiile. El a refuzat, iar pe 26 martie 1878, mai multi dintre ei l-au inconjurat in fata casei sale, unde s-a intors impreuna cu doi colegi scriitori; unul dintre studenti, Jan Sawicki, i-a dat o palma lui Prus. Acesta chemat politia, dar apoi a refuzat sa depuna plangere. Saptesprezece ani mai tarziu, in 1895, in timpul unei vizite la Paris, Prus a refuzat, din varii motive, sa-l intalneasca pe unul dintre atacatorii lui, acuzandu-l ca i-a distrus viata, referindu-se la faptul ca i-au cauzat sau accentuat agorafobia.
In 1882, la recomandarea unui mai vechi redactor-sef, profetul pozitivismului polonez,Aleksander Świętochowski,, Prus a reusit sa devina redactor-sef la cotidianul de stiri din Varsovia (Nowiny). Prus a reusit, in cea mai pozitivista maniera, sa-l faca un observator al faptelor sociale-un instrument pentru dezvoltarea tarii sale. Cu toate acestea, in mai putin de 1 an, Nowiny- care a avut un trecut marcat de instabilitate financiara de la schimbarea din iulie 1878 a ziarului dintr-un ziar de duminica, intr-un cotidian- s-a inchis si Prus s-a rezumat la editorialele sale. El a continuat sa lucreze ca jurnalist pana la sfarsitul carieriei sale, chiar si dupa ce a cunoscut succesul ca autor de povestiri scurte si romane.

##### Literatură
In timp, Prus a adoptat conceptia criticului pozitivist francez Hippolyte Taine, privitoare la arta, incluzand literatura, ca mijloc secundar, laturi de stiinte, desore studiul realitatii si a acordat o atentie sporita activitatii sale secundare de scriitor de nuvele. Povestirile lui Prus, ce au fost foarte apreciate, s-au datorat influentei romancierului Józef Ignacy Kraszewski, iar dintre scriitorii englezi, lui Charles Dikens si Mark Twain. Literatura sa va mai fi influentata de asemenea, de scriitorii francezi Victor Hugo, Gustave Flaubert, Alphonse Daudet si Émile Zola.
Prus a scris cateva zeci de povestiri, publicate initial in ziare si variind in lungime de la povestire, la nuvela. Cracateristica acestora consta in simtul deosebit de dezvoltat al observatiei al lui Prus asupra vietii de zi cu zi si datorita simtului umorului perfectionat in perioada in care contribuia la revistele umoristice. Prevalenta temelor din viata cotidiana este in concordanta cu stilulu artistic pozitivist, care cauta sa portretizeze mediul populatiei, mai degraba decat cele ale eroilor romantici ai generatiei anterioare. Perioada literara in care Prus a scris a fost una prozaica, in contrast cu poezia romantica; proza lui Prus este de multe ori o proza poetica. Povestirile sale contin, de asemenea, elemente fantastice sau usor stranii. Un numar semnificativ de povestiri a aparut initial in editiile de Anul Nou.
Mult timp, Prus a evitat sa scrie fictiune istorica, argumantatnd ca aceasta va denatura in mod inevitabil istoria. El a criticat romancierii istorici contemporani pentru greselile lor in acuratetea istorica, inclusiv esecul lui Henryk Sienkiewicz in portretizarea scenelor militare din Trilogia sa,ce descria secolul al XVII-lea si logistica de razboi. Doar in 1888, cand Prus avea 40 de ani, a scris prima sa fictiune istorica: o poveste scurt[, dar uimitoare "O legenda a vechiului Egipt". Aceasta poveste ii va servi, cativa ani mai tarziu, ca o schita preliminara pentru primul sau roman istoric, "Faraonul" (1895).
In cele din urma,Prus a scris 4 romane despre ceea ce el a mentionat intr-o scrisoare din 1884, ca mari intrebari ale epocii noastre: ,,Avanpostul" (Placówka, 1886) despre taranii polonezi, "Papusa"(Lalka, 1889)despre aristrocratie si oraseni idealisti, care se lupta sa implementeze reforme sociale; "Emancipatele"(Emancypantki, 1893)despre framantarile feministe si singurul raman istoric, "Faraonul"(Faraon, 1895)despre mecanismele puterii politice. Opera de cea mai mare intindere si cu cel mai universal interes este "Faraonul". Nuvele lui Prus, la fel ca si povestirile lui, au fost initial publicate in ziar sub forma mai multor publicatii periodice. Dupa ce a vandut romanul "Faraon" editurii Gebethner si Wolff, Prus a pornit intr-o calaotrie de 4 luni. El a vizitat Berlin, Dresden, Karlsbad, Nuremberg, Stuttgart si Rapperswill. In cel din urma oras elvetian, el a stat 2 luni (iulie-august), tratandu-se de agorafobia sa, si petrecand mult timp cu prietenii sai, tanara speranta, scriitorul Stefan Żeromski si sotia sa, Oktawia. Cuplul a solicitat ajutorul lui Prus pentru Muzeul National polonez, adapostit in Castelul Rapperswil,unde a fost Żeromski bibliotecar.
Etapa finala a calatoriei lui Prus l-a dus la Paris, unde a fost impiedicat de agorafobia de care suferea, sa traverseze raul Sena pentru a vizita orasul sudic, Left Bank. El a fost totusi incantat sa descopere ca descrierile sale privind Parisul, din romanul "Papusa" au fost folosite ca model (el s-a bazat in principal, pe publicatiile in limba franceza). Din Paris, el s-a grabit sa ajunga acasa pentru a se recupera la Nałęczów dupa calatoria făcuta, care a fost si ultima făcuta in strainatate.

## Traduceri în limba română
- Păpușa (Lalka). Roman, traducere de Radu Tudoran și Telemac Dan, Biblioteca pentru toți, nr. 183-185, Editura pentru Literatură, 1963
- Anielka.  Nuvele: Anielka, Umbre, Michalko, Antek, În luptă cu viața. Traducere de Stan Velea, Biblioteca pentru toți, nr. 733, Editura Minerva, 1973
- Avanpostul (Placówka). Roman, traducere de Stan Velea,  Biblioteca pentru toți, nr. 1371, Editura Minerva, 1992

## Ecranizări
Romanul Faraonul a fost adoptat de regizorul Jerzy Kawalerowicz într-o peliculă cinematografică omonimă în 1966. Filmul a fost nominalizat la Premiul Oscar pentru cel mai bun film străin în 1967.